# Eurosong 2025 (Irlanda)
La diciottesima edizione di Eurosong si è svolta il 7 febbraio 2025, in una puntata speciale del talk show The Late Late Show, e ha selezionato il rappresentante dell'Irlanda all'Eurovision Song Contest 2025 a Basilea, in Svizzera.
La vincitrice è stata Emmy con Laika Party.

## Organizzazione
Nel gennaio 2024, Michael Kealy, capo delegazione dell'Irlanda, ha annunciato l'intenzione di organizzare una selezione nazionale indipendente nel 2025, al di fuori del contesto del programma The Late Late Show. Piani simili erano già stati previsti per il 2024, ma sono stati sospesi a seguito di uno scandalo finanziario che ha coinvolto Ryan Tubridy, ex conduttore del talk show.
Il 23 settembre 2024, Raidió Teilifís Éireann (RTÉ) ha confermato la partecipazione dell'Irlanda all'Eurovision Song Contest 2025, annunciando in definitiva l'organizzazione di Eurosong, che si terrà, come da tradizione, all'interno di The Late Late Show per selezionare il rappresentante del paese.
Nel medesimo giorno, l'emittente ha dato la possibilità agli aspiranti partecipanti di inviare i propri brani entro il successivo 21 ottobre, specificando che ogni compositore e paroliere poteva presentare una sola proposta, che non fosse consentito partecipare a più selezioni nazionali contemporaneamente, e che RTÉ si riservava il diritto di sostituire gli artisti o invitarne direttamente altri.
La competizione ha avuto luogo il 26 gennaio 2024 presso gli studi televisivi di RTÉ di Dublino, dove 6 artisti si sono sfidati per poter rappresentare l'Irlanda all'Eurovision Song Contest 2025. Il voto combinato di due giurie, una irlandese e una internazionale, e del televoto hanno determinato il vincitore.

## Partecipanti
Dopo aver esaminato tutte le proposte, una giuria tecnica nominata da RTÉ ha selezionato 5 finalisti, mentre un ulteriore finalista è stato invitato direttamente dall'emittente. I brani verranno presentati ciclicamente a partire dal 20 gennaio 2025 durante il Ray D'Arcy Show su RTÉ Radio 1.
| Artista        | Titolo             | Lingua  | Compositori |
| -------------- | ------------------ | ------- | --- |
| Adgy           | Run into the Night | Inglese | Andrew Carr, Jennie Carr                                                                                                |
| Bobbi Arlo     | Powerplay          | Inglese | Bobbi Arlo |
| Emmy           | Laika Party        | Inglese | Emmy Kristine Guttulsrud Kristiansen, Erlend Guttulsrud Kristiansen, Henrik Østlund, Larissa Tormey, Truls Marius Aarra |
| Niyl           | Growth             | Inglese | Niall O'Halloran |
| Reylta         | Fire               | Inglese | Caoimhe Glynn, Ryan O'Shaughnessy, Cian O'Donoghue                                                                      |
| Samantha Mumba | My Way             | Inglese | Alejandro Rodriguez-Dawson, Brandon Avery Smith, Dimitri Green, Samantha Mumba                                          |

## Finale
La finale si è tenuta il 7 febbraio 2025 presso lo Studio 4 dei centri televisivi RTÉ di Dublino, durante il Late Late Show: Eurovision Special. L'ordine di uscita è stato reso noto il 6 febbraio 2025.
Durante la serata si sono esibite come ospiti Linda Martin, Niamh Kavanagh e Eimear Quinn, rispettivamente vincitrici dell'Eurovision Song Contest 1992, 1993 e 1996, cantando una versione rivisitata di Tattoo, brano vincitore dell'Eurovision Song Contest 2023.
A vincere il voto della giuria internazionale e di quella irlandese sono stati rispettivamente Samantha Mumba ed Emmy; il televoto ha successivamente favorito la seconda, garantendole la vittoria della selezione.
| # | Artista        | Titolo             | Giuria    | Giuria         | Televoto | Totale | Posizione |
| # | Artista        | Titolo             | Irlandese | Internazionale | Televoto | Totale | Posizione |
| - | -------------- | ------------------ | --------- | -------------- | -------- | ------ | --------- |
| 1 | Adgy           | Run into the Night | 24        | 20             | 58       | 102    | 6         |
| 2 | Bobbi Arlo     | Powerplay          | 58        | 54             | 84       | 196    | 3         |
| 3 | Reylta         | Fire               | 76        | 64             | 40       | 180    | 4         |
| 4 | Samantha Mumba | My Way             | 82        | 80             | 55       | 217    | 2         |
| 5 | Niyl           | Growth             | 30        | 42             | 89       | 161    | 5         |
| 6 | Emmy           | Laika Party        | 84        | 66             | 97       | 247    | 1         |